# Congrès Admirable
Le Congrès Admirable est une assemblée constituante de la Grande Colombie convoquée par son président Simón Bolívar afin de tenter de concilier les factions ayant émergé au sein de la République et éviter l'éclatement de la Grande Colombie.

## Histoire
Le Libertador convoque le congrès le 24 décembre 1828, proclamant aux Colombiens qu'il s'agit de « la sagesse nationale, l'espoir légitime des peuples et le dernier point de rencontre des patriotes »
Le congrès se réunit entre le 20 janvier et le 11 mai 1830 à Bogota. Le jour de l'inauguration, Bolívar présente sa démission mais le congrès la refuse, arguant que cela n'entre pas dans les attributions pour lesquelles il a été convoqué.
Tandis que le congrès est réuni, les factions séparatistes du Venezuela, soutenues par le général José Antonio Páez et l'oligarchie caraqueña qui l'appuie, se renforcent. Bolívar demande au congrès des pouvoirs dictatoriaux pour rencontrer Páez à Mérida et remédier à la crise mais ils lui sont refusés.
Le 29 avril est promulguée une constitution qui définit la Grande Colombie comme un pays ayant un système politique républicain, un gouvernement alternatif et une structure centraliste. Joaquín Mosquera est nommé président et Domingo Caicedo vice-président. 
Le congrès se dissout le 11 mai.